# Ternana Calcio
 (avril 2025).
Si vous disposez d'ouvrages ou d'articles de référence ou si vous connaissez des sites web de qualité traitant du thème abordé ici, merci de compléter l'article en donnant les références utiles à sa vérifiabilité et en les liant à la section « Notes et références ».
Maillots
Actualités

Logo historique du club, sans indication de l'inscription de l'année de fondation du club (1925). Le logo est ensuite remplacé en 2005. Le logo actuel date de 2018.

Le Ternana Calcio est un club de football italien basé à Terni, en Ombrie. 
Le club évolue en Serie C pour la saison 2025-2026.
Le président du club est Stefano Bandecchi depuis juin 2017.

## Historique
- 1925 : fondation du club sous le nom de SS Ternana Terni
- 1970 : le club est renommé AC Ternana Terni
- 1973 : le club est renommé Ternana Calcio Terni
- 1988 : le club est renommé Ternana Calcio Polisportiva

## Personnalités du club

### Grands noms
- Fabrizio Miccoli
- Luis Jiménez
- Paolo Di Canio
- Cesare Maldini (en tant qu'entraîneur)
- Luigi Del Neri (en tant qu'entraîneur)
- Houssine Kharja